# Diorama
Diorama là một đô thị thuộc bang Goiás, Brasil. Đô thị này có diện tích 687,339 km², dân số năm 2007 là 2395 người, mật độ 3,5 người/km².